# Jost Haller
Jost Haller   (Estrasburg, segle XV - 1485 (Gregorià)) va ser un pintor gòtic d’Alsàcia del segle xv, actiu els anys 1440–1470, establert primer a Estrasburg, després a Metz i a Saarbrücken. També se l'anomena El pintor dels cavallers (francès: Le peintre des chevaliers).

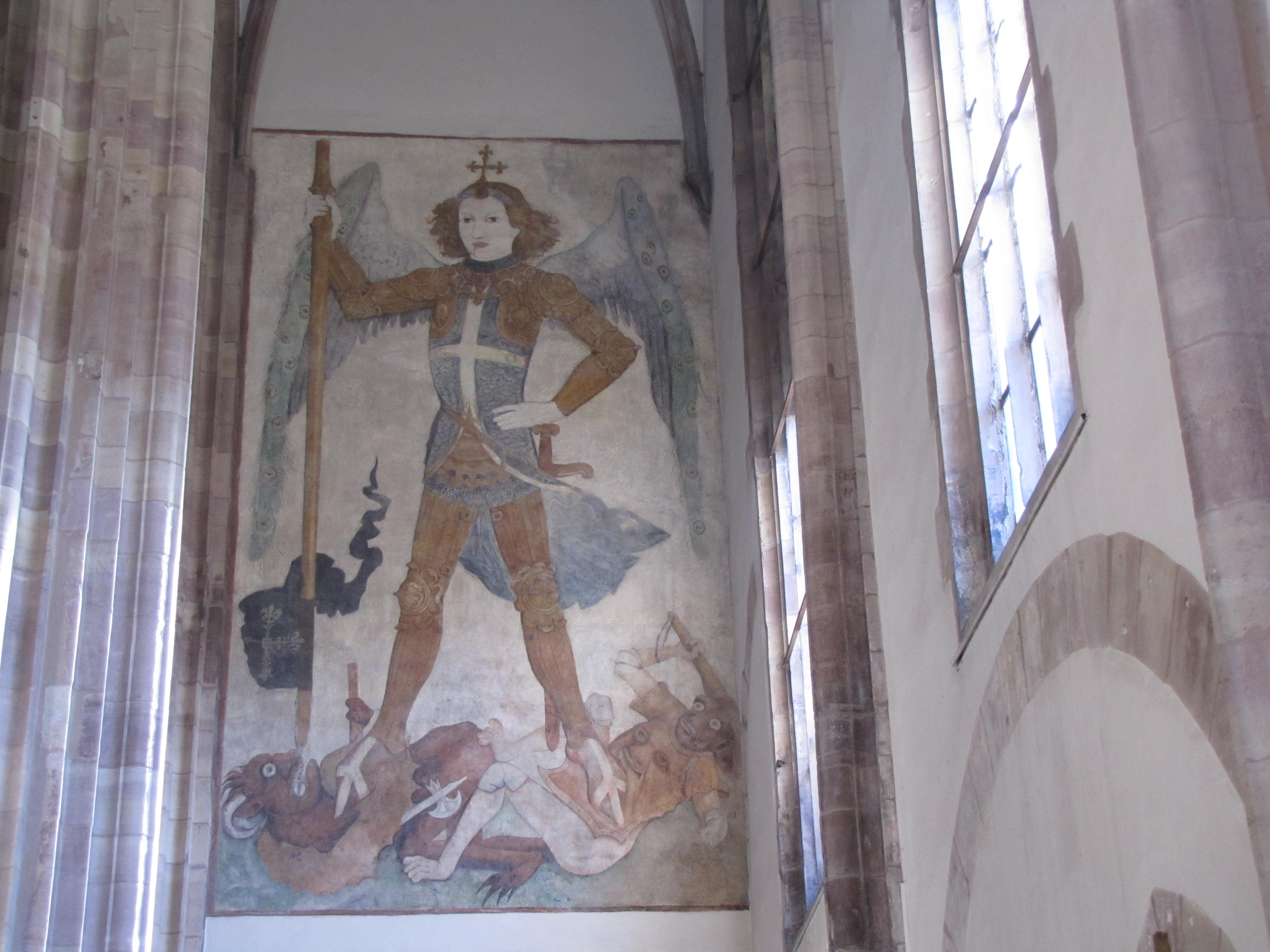
Sant Miquel derrotant a Satanàs

El nom de Haller es va oblidar fins al 1980, quan l'historiador de l'art Charles Sterling el va redescobrir i el va posar en una sèrie de pintures i manuscrits il·luminats que fins ara s'atribuïen a mestres anònims, el més famós entre ells el Retaule de Tempelhof (ca. 1445) de Bergheim, Alt- Rhin (que no s'ha de confondre amb el districte de Tempelhof de Berlín!), una pintura a l'oli sobre taula que es conserva actualment al Museu Unterlinden de Colmar. També es creu que Haller és l'autor del fresc de Sant Miquel derrotant Satanàs, 800 cm alt i 420 cm d'ample, de l'església de Sant Tomàs, Estrasburg.
Un pont d'Estrasburg, construït el 2006, porta el nom de Jost Haller.